# Asesinato de Appin
El asesinato de Appin (en inglés Appin Murder, en gaélico escocés Murt na h-Apainn) es un caso conocido de asesinato, que tuvo lugar en 1752 en Appin, al oeste de Escocia. Ocurrido en el tumulto que siguió a la levantamiento jacobita, es parte de la novela de Robert Louis Stevenson El chico secuestrado (Kidnapped) y de su continuación Catriona.

## Historia
El 14 de mayo de 1752 Colin Roy Campbell de Glenure conocido como The Red Fox (El Zorro Rojo), enviado del gobierno para requisar las propiedades del clan Stewart en el norte de Argyll, fue asesinado por un disparo de escopeta en el bosque de Lettermore. La búsqueda del asesino se centró inmediatamente en el clan local, los Stewart de Appin, que recientemente habían sido desalojados de sus tierras por orden de Campbell. Después de la huida de Allan Stewart (o Alan Breck Stewart), el principal sospechoso, fue arrestado James Stewart (también conocido como Seumas 'a Ghlinne, James del Glen), uno de los últimos líderes de los Stewart.  

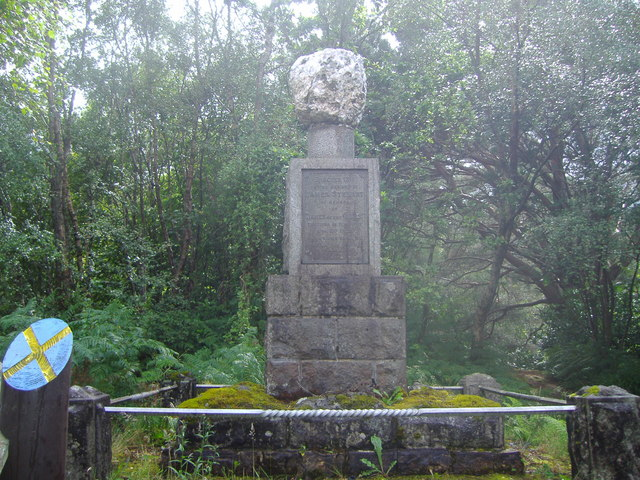
Monumento a Seumas a' Ghlinne

Sin embargo, cuando se le juzgó, quedó claro que no estaba implicado directamente en el asesinato, pero fue declarado culpable "in airts and pairts" (en la práctica considerado un cómplice) por un jurado formado por muchos miembros del clan Campbell y sus seguidores. El juez del juicio era el Duque de Argyll, jefe de los Campbell. James fue ahorcado el 8 de noviembre de 1752 sobre el estrecho de Ballachulish, cerca de la actual entrada sur del Puente Ballachulish. James Stewart murió declarando su inocencia y recitando el salmo 35 antes de subir al patíbulo. Su cuerpo estuvo expuesto día y noche hasta abril de 1754.

### Desarrollos recientes
En 2001, un hombre de 89 años de edad, descendiente de los Stewart de Appin, Anda Penman, reveló lo que declaró ser un antiguo secreto familiar. En efecto, dijo que el asesinato había sido organizado por cuatro jóvenes Stewart y que el ejecutante material era Donald Stewart of Ballachulish, el mejor tirador entre ellos. Un libro publicado en 2004 apoya esta tesis.
En Walking With Murder: On The Kidnapped Trail (2005), Ian Nimmo se enfrentó al misterio de quién disparó a Colin Campbell, aplicando modernos métodos de investigación en los documentos del caso, incluyendo dos informes post mortem. Según Nimmo, Alan Stewart no apretó el gatillo y la familia Stewart ha ocultado la verdad sobre quién cometió el asesinato durante 250 años.